# Valbueno (Riello)
Valbueno es una localidad del municipio leonés de Riello, en la Comunidad Autónoma de Castilla y León.

## Historia
Así se describe a Valbueno en el tomo XV del Diccionario geográfico-estadístico-histórico de España y sus posesiones de Ultramar, obra impulsada por Pascual Madoz a mediados del siglo XIX:

Lugar en la provincia de León, partido judicial y ayuntamiento de Murias de Paredes, diócesis de Oviedo, audiencia territorial y capitanía general de Valladolid; Situado en terreno algo desigual; su clima es frío; sus enfermedades más comunes catarros y pulmonías. Tiene 14 casas; iglesia anejo de Villadepán, y buenas aguas potables. Confina con la matriz, Sosas, y Robledo. El terreno es de mala calidad. Producciones: centeno, patatas y pastos; cría ganados y alguna caza. Población: 12 vecinos, 48 almas. Contribución: con el ayuntamiento.
Diccionario geográfico-estadístico-histórico de España y sus posesiones de Ultramar

## Localidades limítrofes
Confina con las siguientes localidades:
- Al norte con Villadepán.
- Al noreste con Manzaneda de Omaña.
- Al este con Garueña.
- Al sur con Cirujales.
- Al suroeste con Villar de Omaña.
- Al oeste con Omañón.

## Demografía
Evolución de la población
| Gráfica de evolución demográfica de Valbueno entre 2000 y 2021     |
|                                                                    |
| Población de derecho (2000-2021) según el padrón municipal del INE |